# Egipt (provincie romană)

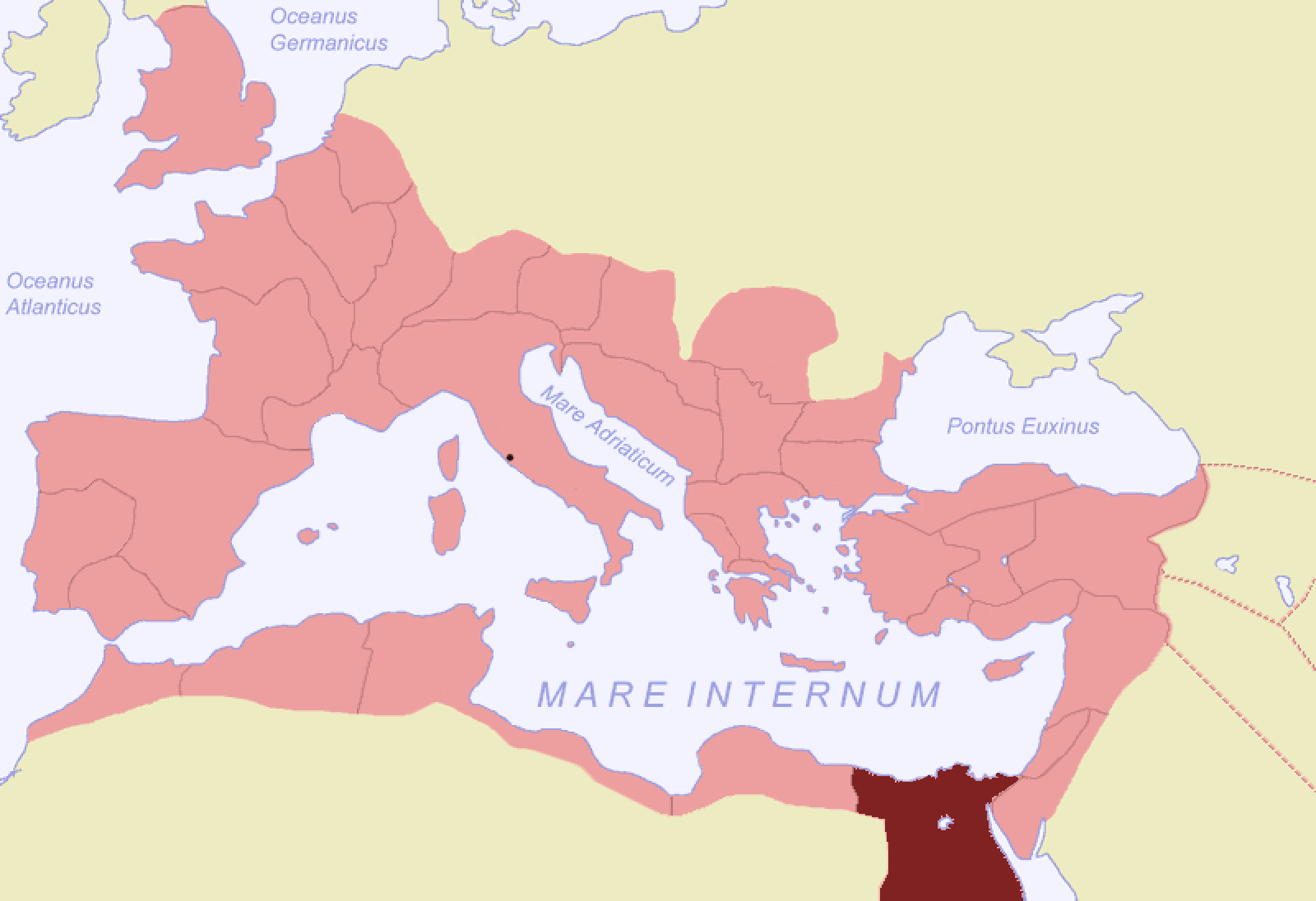
Provincia romană Aegyptus
pe harta Imperiului Roman
(cu culoare roșu închis)

Aegyptus (Egipt) a fost din anul 30 î.Hr. până în anul 646 AD. (după expansiunea islamică) o provincie a Imperiului Roman, respectiv a Imperiului Bizantin. Capitala provinciei era Alexandria.

## Cucerirea romană

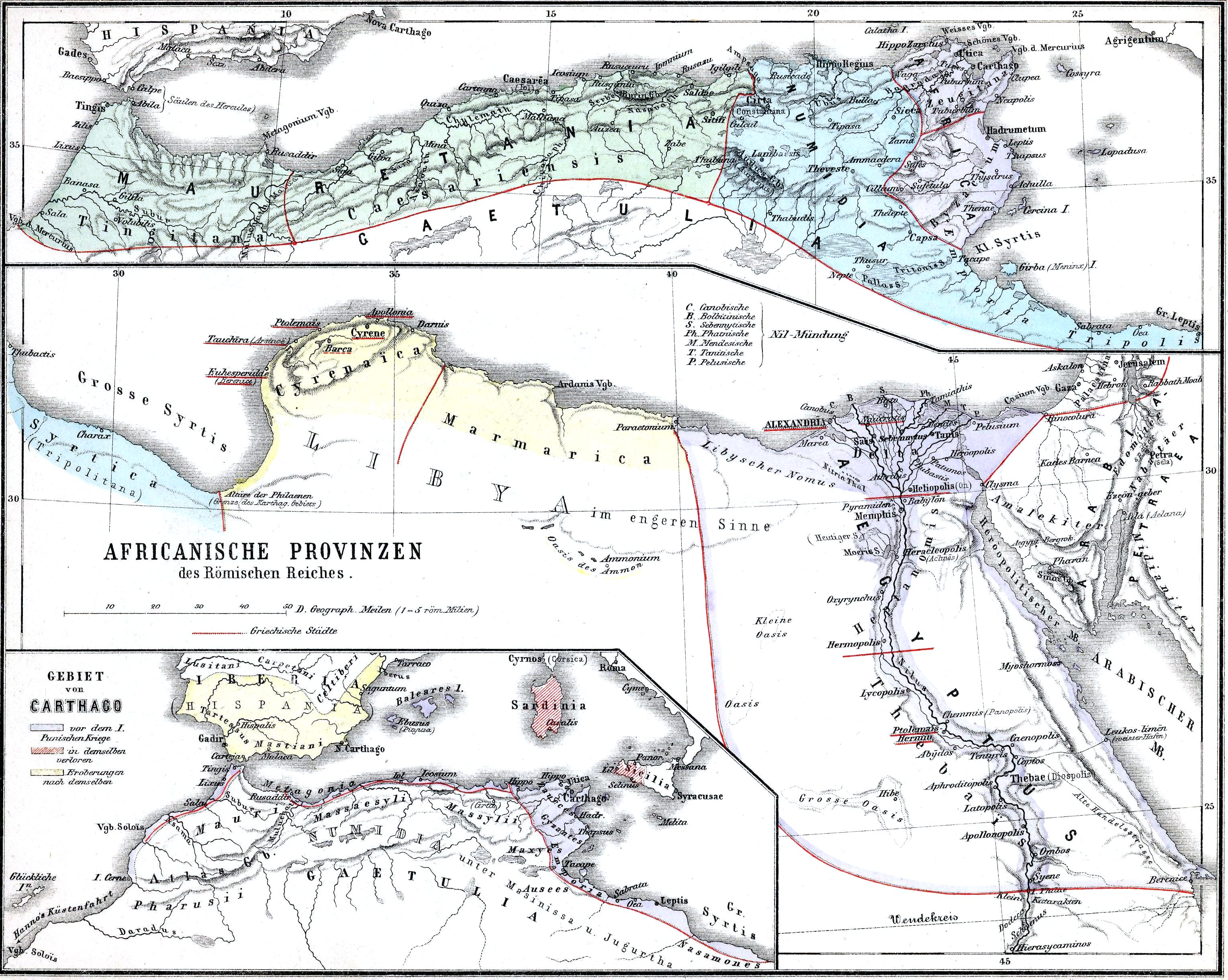
Africa de Nord sub stăpânire romană

În anul 30 î.Hr. Octavian (viitorul împărat Augustus) l-a învins pe rivalul său Marc Antoniu și a detronat pe iubita acestuia, Regina Cleopatra a VII, anexând astfel regatul ptolemeic al Egiptului și transformându-l într-o provincie a Imperiului Roman. Provincia cuprindea Egiptul de astăzi cu excepția Peninsulei Sinai. Aegyptus a fost delimitat de provinciile Creta et Cyrenaica la Vest și Iudeea (denumită mai târziu Arabia Petraea) spre est. Egiptul va servi drept producător major de cereale pentru nevoile imperiului roman.

## Guvernarea romană în Egipt
După ce Roma a preluat controlul s-au făcut multe schimbări politice în Egipt. Efectul cuceririi romane a fost la început de consolidare a poziției grecilor și a elenismului împotriva influențelor egiptene. Unele dintre funcțiile anterioare din timpul domniei lui Ptolemeu au fost păstrate, altele s-au schimbat. Romanii au făcut schimbări importante în sistemul administrativ, care vizau realizarea unui nivel ridicat de eficiență și maximizare a veniturilor. Atribuțiile prefectului din Egipt combinau responsabilitățile pentru securitatea militară (prin comanda legiunilor și cohortelor) cu activitățile de organizare a finanțelor și a impozitelor, precum și administrarea justiției.

## Economia

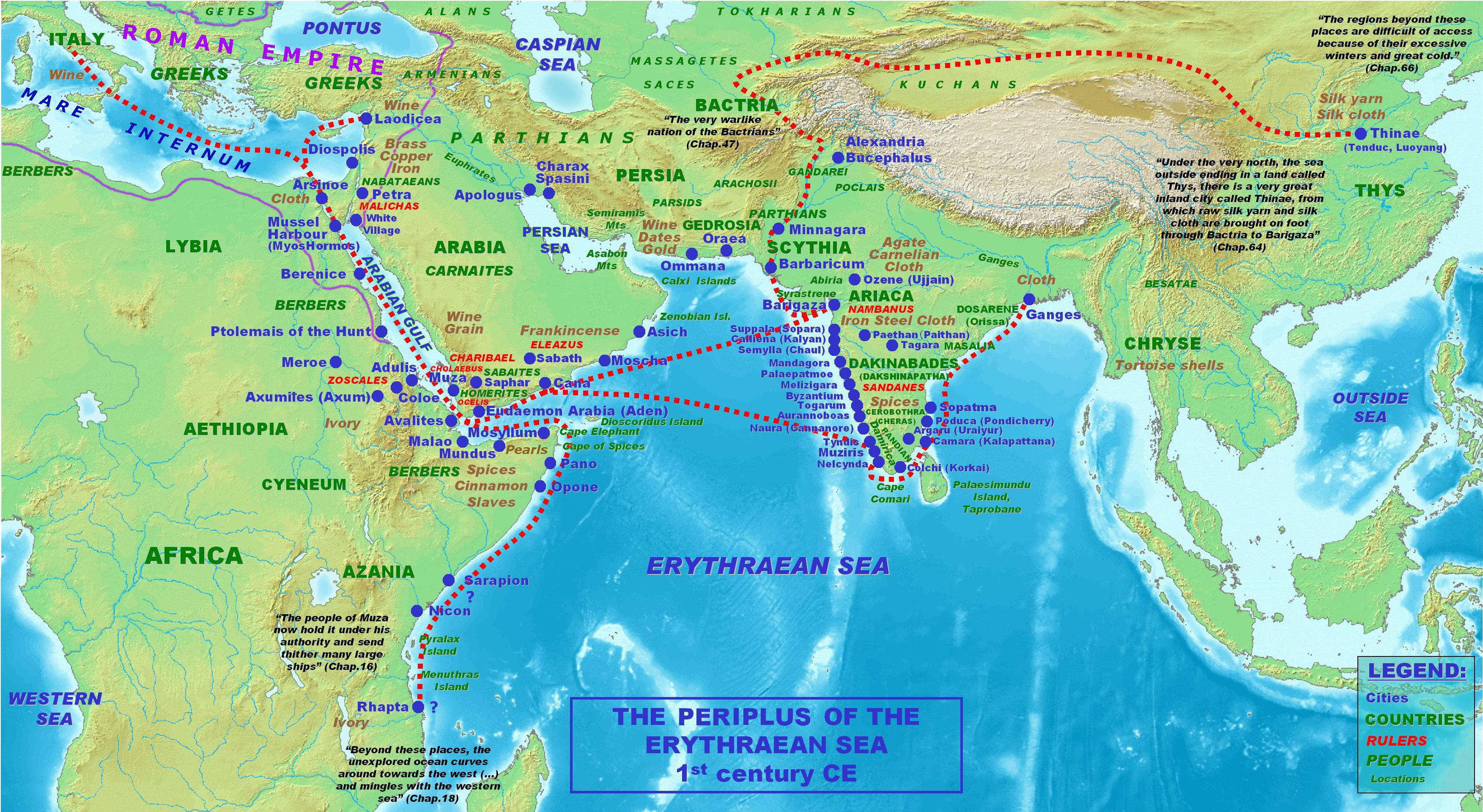
Schimburile economice ale Egiptului cu Roma sau cu India, potrivit textului din secolul I d.Hr. Periplus Maris Erythraei

Resursele economice pe care acest guvern imperial dorea să le exploateze erau aceleiași încă din perioada dinastiei Ptolemeică, dar dezvoltarea unor sisteme de impozitare mult mai complexe și mai sofisticate a fost un semn clar al dominației romane. Taxele atât în numerar cât și și natură au fost evaluate pe teren, și o mulțime diversă de taxe mici în numerar precum și taxele vamale au fost colectate de către funcționarii desemnați. Cantități masive de cereale din Egipt au fost expediate prin nave atât pentru a alimenta populația din Alexandria, dar și pentru export în Roma. În ciuda reclamațiilor frecvente de opresiune și extorcare de fonduri de la contribuabili, nu este evident faptul că ratele de impozitare oficiale au fost foarte mari. De fapt, guvernul roman a încurajat în mod activ procesul de privatizare a terenurilor și creșterea întreprinderilor private în procesul de fabricație, comerț, și comerț, precum și ratele scăzute de impozitare în favoarea proprietarilor privați și antreprenori. Oamenii mai saraci își câștigau traiul muncind la proprietarii de terenuri sau pe cele aflate în proprietatea statului, împăratului sau bogaților proprietari privați, și aceștia au fost relativ mult mai împovărați de închirieri, care au avut tendința să rămână la un nivel destul de ridicat.

## Armata
Cea mai bogată provincie deținea o forță militară foarte mică. Amenințarea cu un embargo asupra exportului de bunuri de cereale, vitale pentru aprovizionarea capitalei imperiului Roma era evidentă. Securitate internă era asigurată de prezența a trei legiuni romane (mai târziu numărul lor s-a redus la două legiuni), fiecare cu aproximativ 6.000 de oameni. Mai se găseau și mai multe cohortele de auxiliari. În prima decadă a imperialismului statului roman s-a încercat o expansiune spre est și spre sud. Cea mai mare parte a primelor trupelor romane staționate în Egipt erau majoritar formate din greco-macedoneni și egipteni nativi, după ce armata Egiptului Ptolemaic se desființase, iar oamenii treceau în serviciul Romei. Romanii au fost în cele din urmă majoritari.

## Structurile sociale din Egiptul roman

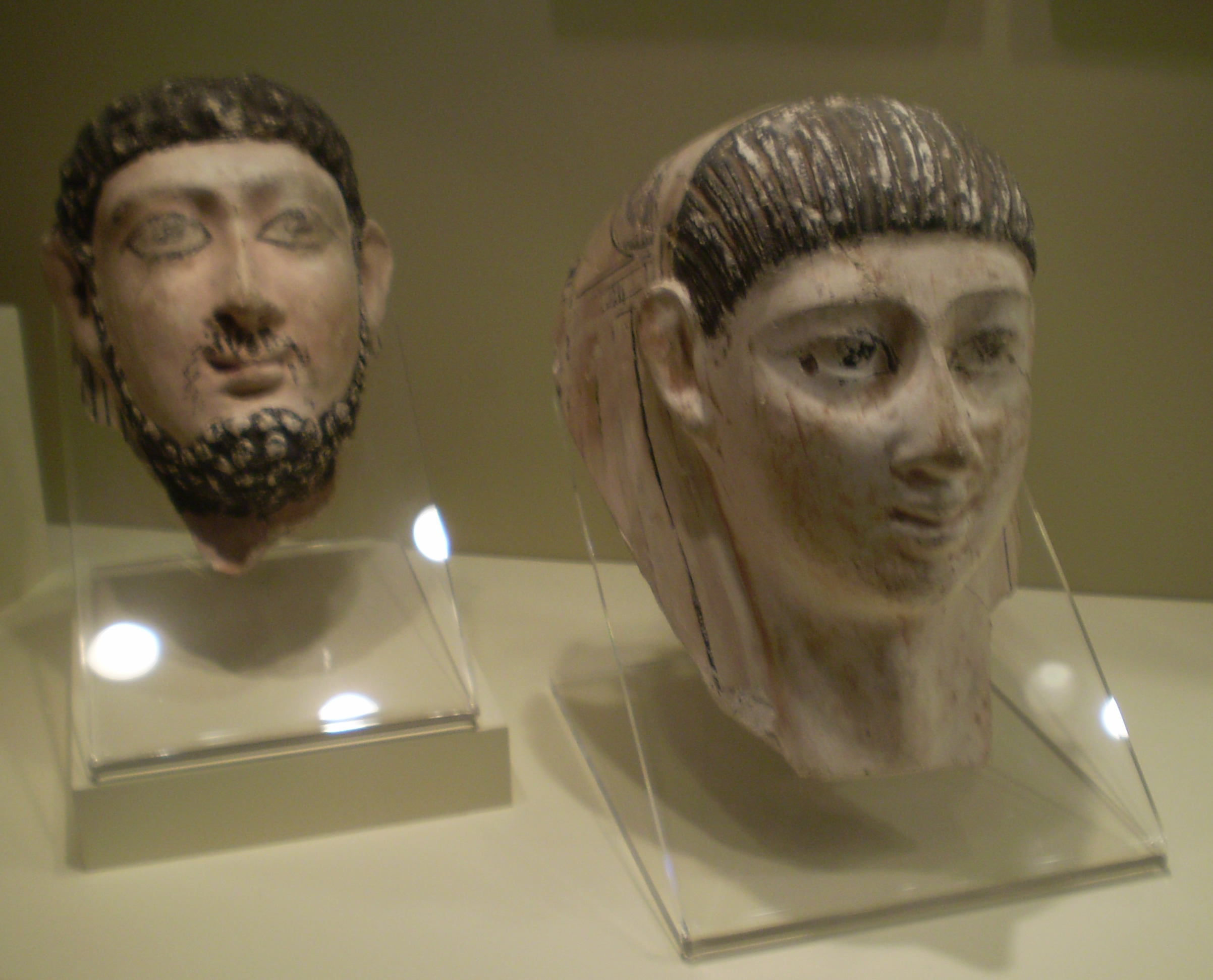
Mască funerară din Egipt, sec. I d.Hr.

Structura socială în Egipt sub dominație romană a fost unică și complicată. Pe de o parte, romanii au continuat să folosească multe din aceleași tactici de organizare care au fost în loc sub Dinastia Ptolemeică. În același timp, romanii considerau grecii din Egipt ca fiind egipteni, o idee pe care atât egiptenii nativi dar și grecii o respingeau.
Evreii, care erau foarte elenizați în general, au avut propriile lor comunități, separate de greci și de egiptenii nativi.
Romanii au început un sistem de ierarhie socială care se baza pe apartenența etnică și pe locul de reședință. În afară de cetățenii romani și cetățenii greci din orașele grecești au avut cel mai înalt statut; în timp ce egiptenii din mediul rural aveau cel mai jos statut.

## Egiptul Creștin
Dioceza Egipt cuprindea Egiptul și Cirenaica.
Deoarece Egiptul avea statutul special de domeniu al coroanei, un grânar bogat și strategic, unde împăratul avea un statut aproape faraonic, spre deosebire de celelalte dioceze sau provincii, șeful acestuia era numit Praefectus Augustalis, indicând că acesta guverna în numele personal al împăratului.

## Egiptul Bizantin

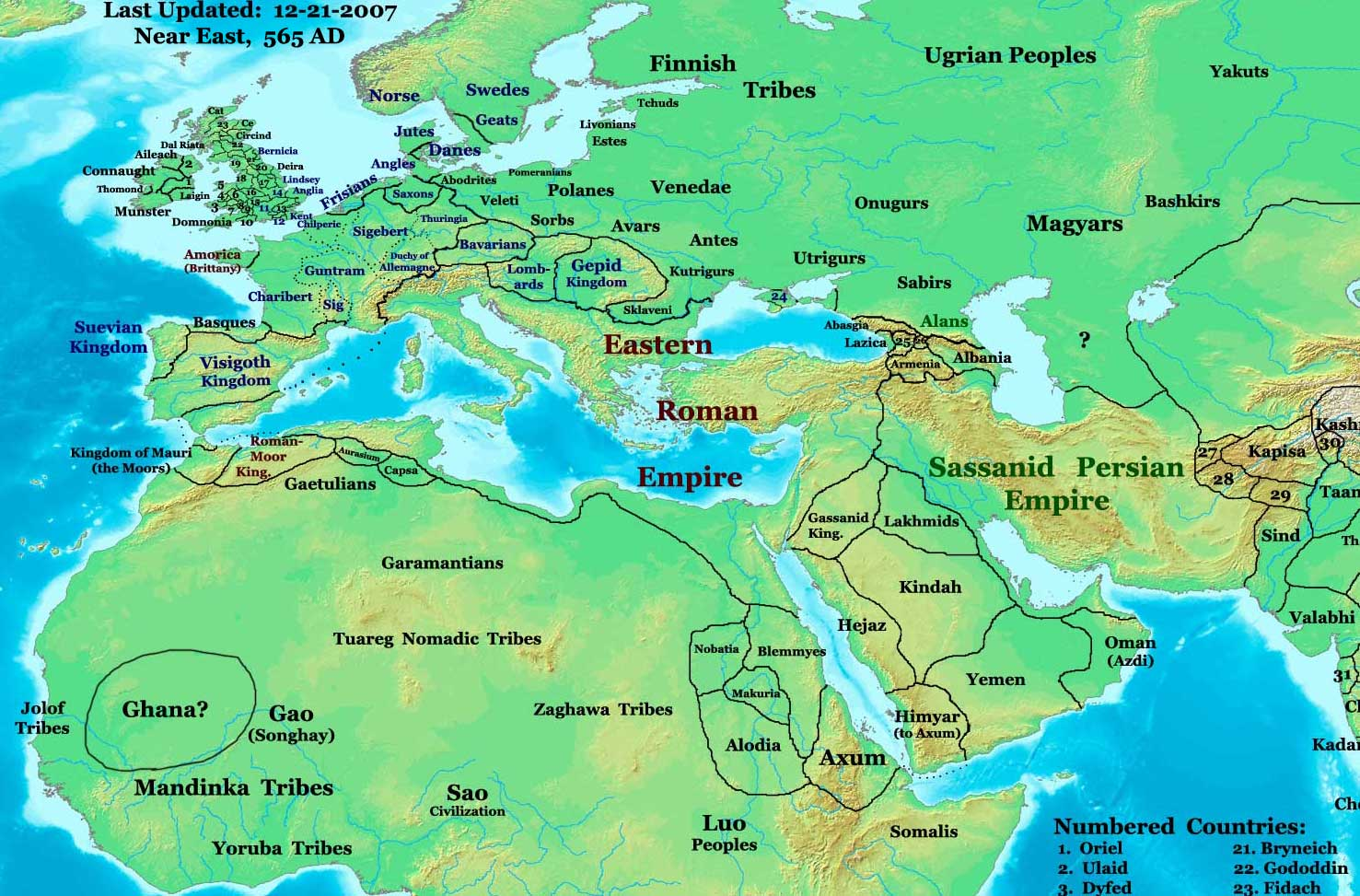
Orientul Apropiat în anul 565, arătând Egiptul bizantin și vecinii săi.

Domnia lui Constantin a dus la fondarea Constantinopolului ca o nouă capitală a Imperiului Roman în 330, și în cursul secolului al patrulea imperiul a fost împărțit în două, iar Egiptul a ajuns parte a Imperiului de Est, cu capitala la Constantinopol. Latinii niciodată nu s-au stabilit decisiv în Egipt, ei au jucat un rol în scădere în zonă, în timp ce limba greacă continuă să fie limba dominantă a guvernului și în sistemul de învățământ.

## Invazia persană

Imperiul bizantin în 626 după ce Heraclius I recucerește Siria, Palestina și Egipul de la Sasanizi.

Persanii au cucerit Egiptul începând cu anul 619 sau 618, fiind una din ultimele victorii ale Imperiului Sasanizilor contra Imperiului Bizantin.
Khosrau al II-lea Parvez, regele Persiei între anii 590 -628 a început acest război, ca represalii pentru asasinarea împăratului Mauriciu (cca.539 - cca.602); și a realizat o serie de succese timpurii culminând cu cucerirea Ierusalimului (614) și a Alexandriei (619).
O contraofensivă bizantină lansată de către împăratul Heraclius I în primăvara anului 622 a anulat acest avantaj, cu toate acestea război s-a terminat prin moartea regelui Khosrow la 25 februarie 628 (Frye, pp.. 167-70). Egiptenii nu iubeau pe împăratul de la Constantinopol și au opus o mică rezistență. Fiul lui Khosrow și succesorul lui, Kavadh al II-lea Šêrôe (Šêrôy), care a domnit câteva luni, doar până în septembrie 628, a încheiat un tratat de pace înapoind teritoriile cucerite de sasanizi către Imperiul Roman de Răsărit.
Cucerirea persană, deși temporară, a permis ca monofizitismul să reapară în Egipt. Atunci când conducerea imperială a fost restaurată de către împaratul Heraclius I în 629 monofiziții au fost persecutati si patriarhul lor expulzat.

## Cucerirea arabă

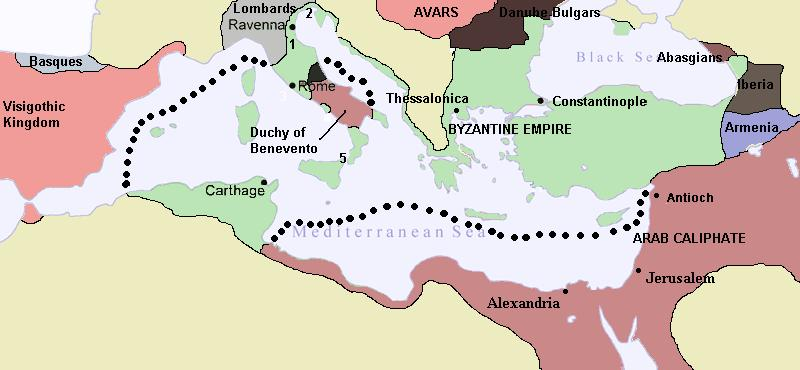
Lumea mediteraneană în jurul anilor 650, când musulmanii cuceresc Egiptul

O armată de 4000 arabi condusă de Amr Ibn Al-Aas este trimisă de califul Omar, sucesorul Profetului Mohamed, pentru a răspândi religia islamică în vest. Acești arabi ajung  din Palestina în Egipt în decembrie 639 și avansează rapid în Delta Nilului. Garnizoanele imperiale se retrag în fortificații unde se apară cu succes mai bine de un an. Dar arabii trimit întăriri, astfel încât ei capturează Alexandria în 641. Bizantinii adună o flotă și în 645 orașul le reaparține.  Musulmanii au recucerit orașul în 646, completând cucerirea musulmană a Egiptului. Astfel s-au încheiat 975 ani de dominație greco-romană asupra Egiptului.